# Eduard von Marquardt
Karl Heinrich Eduard Marquardt, seit 1861 von Marquardt (* 29. Juni 1801 in Soldau; † 10. Oktober 1889 in Breslau) war ein preußischer Generalmajor und Inspekteur der 2. Artillerie-Inspektion.

## Leben

### Herkunft
Eduard war der Sohn des Pfarrers in Soldau und später in Heinrichsdorf, Kreis Neidenburg Karl Friedrich Michael Marquardt (1766–1826) und dessen Ehefrau Amalie, geborene van Düren.

### Militärkarriere
Marquardt trat am 5. Februar 1817 als Kanonier in die Westpreußische Artillerie-Brigade der Preußischen Armee ein und wurde am 9. März 1819 zum Portepeefähnrich ernannt. Vom 1. Oktober 1819 bis zum 30. September 1821 war er zur weiteren Ausbildung an die Vereinigte Artillerie- und Ingenieurschule kommandiert und vom 1. Oktober 1823 bis zum 30. November 1830 als Lehrer an der Divisionsschule der 9. Division tätig. Vom 1. Februar 1830 bis zum 1. Mai 1832 wurde er als Abteilungsadjutant verwendet und Mitte März 1832 zum Premierleutnant befördert.
Am 15. August 1834 zur Haupt-Artilleriewerkstatt nach Neiße kommandiert, wurde er außerdem Führer der 5. Handwerkskompanie der 5. Artillerie-Brigade und verblieb dort bis zum 31. Dezember 1836. Am 2. April 1840 avancierte Marquardt zum Hauptmann und Kompaniechef. Am 4. Juli 1843 kam er als Artillerieoffizier vom Platz in die Festung Silberberg, am 13. Februar 1847 wurde er in die 5. Artillerie-Brigade versetzt. Während der Märzrevolution befand er sich zur Bekämpfung der Unruhen in Schweitnitz. Während der Mobilmachung von 1850 war er vom 13. November 1850 bis zum 28. Februar 1851 Kommandeur der mobilen Munitionskolonnen-Abteilung der Reserveartillerie des V. Armee-Korps. Am 20. Oktober 1851 zum Major befördert, wurde er am 1. November 1851 Kommandeur der Reitenden Abteilung des 5. Artillerie-Regiments. Dort wurde er am 15. Oktober 1856 zum Oberstleutnant befördert und am 26. Februar 1857 zum Inspekteur der 2. Artillerie-Inspektion ernannt. In dieser Eigenschaft wurde er am 31. Mai 1859 Oberst und am 18. Oktober 1861 anlässlich der Krönungsfeierlichkeiten von König Wilhelm I. in den erblichen preußischen Adelsstand erhoben sowie mit dem Kronenorden III. Klasse ausgezeichnet. Am 17. März 1863 wurde ihm der Charakter als Generalmajor verliehen. Unter Verleihung des Roten Adlerordens II. Klasse mit Eichenlaub wurde Marquardt am 20. Oktober 1864 mit Pension verabschiedet und am 22. März 1865 mit Pension zur Disposition gestellt. Er starb am 10. Oktober 1889 in Breslau.
In seiner Beurteilung aus dem Jahr 1847 heißt es: „Ein vorzugsweise tätiger gewandter und zuverlässiger Offizier, der im Dienst viel Eifer und besondere Umsicht zeigt und mit einer allseitigen wissenschaftlichen Bildung ein höchst anständiges Äußere und geselliges Benehmen und ein vorzügliche Moralität verbindet. Eignet sich zur vorzugsweisen Beförderung.“

### Familie
Marquardt heiratete am 6. Mai 1837 in Neiße Theresia Fraentzel (1816–1875). Das Paar hatte mehrere Kinder:
- Natalie (1838–1847)
- Ida (* 1840)
- Elise (* 1843), Schulschwester
- Theodor (* 1845), Major a. D.

⚭ 1873 Klara Schiller (1850–1882)
⚭ 1886 Elisabeth Mantell verwitwete Jörs (* 1850)
- Angelika (1849–1893), Schriftsteller, Dichterin (Pseudonym: „Angely“)
- Therese (* 1853)